# List do Dalmatów

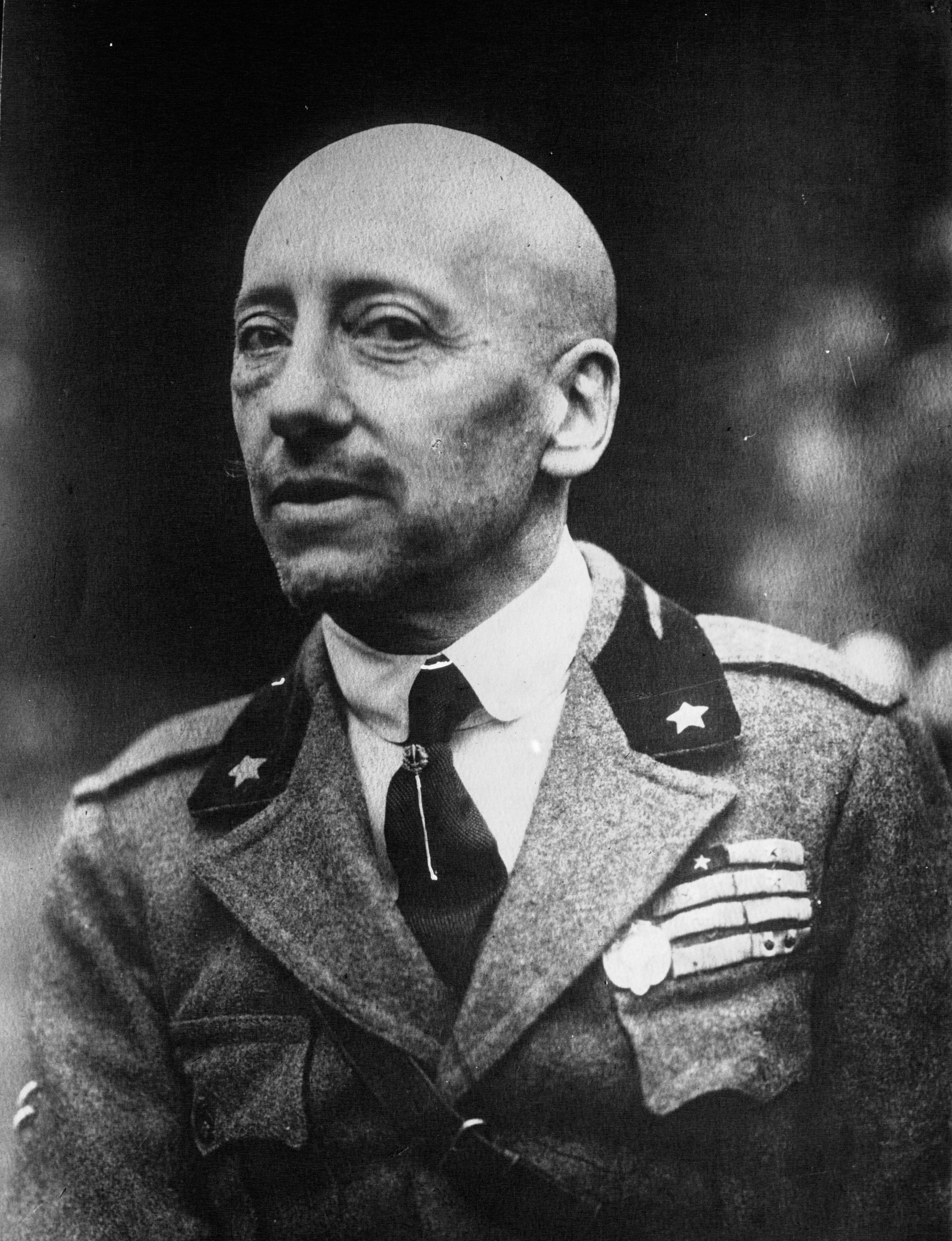
Gabriele D’Annunzio, twórca Listu

List do Dalmatów (wł. La Lettera ai Dalmati) – list otwarty Gabriela D’Annunzio z 1919 uważany za najsłynniejszy manifest włoskiego imperializmu nowożytnego.

## Geneza
Dokument opublikowany 14 stycznia 1919 powstał na kanwie rozczarowania Włochów zapisami traktatu wersalskiego, w szczególności stosunkowo niewielkimi korzyściami terytorialnymi kraju przyznanymi mu przez państwa sprzymierzone. Ukazał się na łamach Gazzetta di Venezia (co było uhonorowaniem tego lokalnego tytułu) i był przedrukowany 15 (lub 25) stycznia 1919 przez Il Popolo d’Italia (dziennik założony przez Benito Mussoliniego). Tekst ujrzał światło dzienne także w oddzielnej broszurze wydrukowanej przez wydawnictwo Scarabellin w 1919 nakładem stowarzyszenia „Trento e Trieste” oraz „Dante Alighieri”. Włosi liczyli na wprowadzenie w życie postanowień traktatu londyńskiego z 1915. Zakładał on, że kraj, za przystąpienie do I wojny światowej po stronie Ententy otrzyma południowy Trydent, Tyrol do Brenneru, Istrię oraz Dalmację, protektorat nad Albanią, uznanie praw do Dodekanezu i fragmentów Azji Mniejszej, jak również jakiś ekwiwalent w Afryce, w przypadku znacznego powiększenia zdobyczy brytyjskich i francuskich na tym kontynencie kosztem Niemiec. Taki program nie spotkał się z przychylnością Thomasa Woodrowa Wilsona, prezydenta USA, odrzucającego Traktat Londyński, a zwłaszcza postulaty dotyczące Dalmacji.
Gabriel D’Annunzio, autor listu, był włoskim nacjonalistą. Wcześniej wypowiadał się przeciwko neutralności Włoch. W 1915 dobrowolnie i demonstracyjnie włączył się do działań wojennych. W 1916 został ciężko ranny. Jego zaangażowanie i bohaterstwo na froncie było przedmiotem podziwu narodu. Po zakończeniu konfliktu wyrósł na głównego wyraziciela powszechnego rozczarowania efektami wojny dla Włoch. Nie tylko żądał wprowadzenia zapisów traktatu londyńskiego, ale jeszcze poszerzał roszczenia o obszar Fiume (Rijeki). Nie był odosobniony w propagowaniu hasła „kalekiego zwycięstwa” (wł. Vittoria mutilata). Od 1918 hasło było silnie eksponowane przez włoski ruch nacjonalistyczny, głoszący „perfidię Słowian” postrzeganych jako spadkobierców imperializmu austro-węgierskiego.
W trakcie rokowań w Paryżu państwo włoskie jasno wyraziło swe żądania: obok Istrii (razem z Fiume) i północnej Dalmacji wskazano na wybrzeża Zary (Zadaru), aż po Sebenico (Szybenik). Wywołało to niezadowolenie Jugosławii, która zażądała prawie całości obszarów słoweńskich wchodzących uprzednio w skład Austro-Węgier, w tym Triestu, jak również całej Dalmacji i północnej Albanii. Jedną ze stanowczych odpowiedzi Włochów był anonimowy artykuł Come l'Austria rivive nella Jugoslavia (pol. Jak Austria odżywa w Jugosławii) opublikowany 28 listopada 1918 na łamach L'Idea Nazionale. Wywołał on szeroką kampanię społeczną o charakterze nacjonalistycznym i antyjugosłowiańskim. D'Annuzio już wcześniej, bo 12 listopada 1918 napisał w Corriere della Sera utwór Il Cantico per l'ottava della Vittoria, w którym zażądał dla Włoch miast dalmatyńskich – Parenzo (Poreča), Poli (Puli), Zary (Zadaru), Sebenico (Szybeniku), Spalato (Splitu) oraz Trau (Trogiru), nie wymienianych wcześniej w Traktacie Londyńskim. Kolejny utwór autora (L'invito a Trieste) nie został opublikowany z uwagi na zbytni radykalizm i „imperializm”. Zniechęciło to D'Annuzio do tego tytułu, który uznał za prosłowiański. Zbliżył się wówczas do L'Idea Nazionale, czasopisma zwolenników rewindykacji w basenie Morza Adriatyckiego.

## Treść i forma
List do Dalmatów ukazał się tuż po wizycie prezydenta USA w Wenecji i zadedykowany został Ercolano Salviemu oraz Giovanniemu Lubin. Byli oni przedstawicielami Spalato (Splitu) i Trau (Trogiru) na spotkaniu Dalmatów w Wenecji. Utwór stanowił początek serii politycznych wystąpień autora, których ukoronowaniem był poprowadzony przezeń Marsz na Fiume, zdobycie miasta (12 września 1919) i wycofanie sprzymierzonych oddziałów francusko-brytyjsko-amerykańskich, czego konsekwencją było proklamowanie Regencji Carnaro.
Dzieło ukazuje czytelnikowi program nacjonalistów włoskich, odwołujący się do Pax Romana. Autor prowadzi polemikę z narracją państw sprzymierzonych, które w jego opinii odebrały Włochom prawo do słusznie postulowanych terytoriów. Piętnuje też klasę rządzącą, polityków krajowych o poglądach ugodowych, sprzyjających postawie uległości wobec dawnych sojuszników wojennych. Wskazuje tu głównie na Vittorio Emanuela Orlando i Francesco Saverio Nittiego. Znajduje ich jako nieudolnych i ślepych, siebie samego kreując na przywódcę inspirującego naród, broniącego Włochów przed własnym, fatalnym rządem. Szczególnie bezpardonowo krytykował dawnego premiera Giovanniego Giolittiego. Użył wobec niego sformułowania „stary kat z wielkimi wargami” (wł. vecchio boia labbrone) próbujący „zdusić Ojczyznę węzłem pruskim”.
Głównym motywem przewodnim Listu jest krytyka polityki państw sprzymierzonych, w tym przede wszystkim działań prezydenta USA. Tekst uzasadniał prawa włoskie do Dalmacji rzymską tradycją, jak również historią Republiki Weneckiej, dominującej w okresie swojego istnienia tak Dalmację, jak i Istrię. Z tego powodu często odwołuje się do symbolu Lwa św. Marka, który był herbem tej Republiki. Krytyka zawarta w Liście dotknęła też włoskich sojuszników, czyli Wielkiej Brytanii oraz Francji, nie akceptujących włoskich roszczeń terytorialnych i popierających Wilsonowską politykę opartą na kryterium narodowościowym. D'Annuzio oskarżył wprost te państwa o zdradę. Imperium brytyjskie stanowiło dla niego antytezę rzymskiego. Rządziło siłą podbitymi narodami, które go nienawidziły. Rzym był natomiast symbolem rządów sprawiedliwych i umiarkowanych. Autor wskazywał na przewagę cnót rzymskich nad brutalnością i przemocą Brytyjczyków. Co do Francji D'Annuzio wyrażał głównie rozczarowanie postawą „siostry romańskiej”, do której czuł sympatię podkreślaną w różnych swoich wcześniejszych utworach. Francuzi przyjęli zatem List dość ironicznie (fr. Nos journaux, qui ne connaissent rien à la question Dalmate, ont accueilli avec stupéfaction, et naturellement avec ironie, la lettre de D’Annunzio), polemizując zwłaszcza ze stwierdzeniem, że „interwencja włoska w 1915 roku uratowała Francję i świat”.
Język dzieła, jak i innych utworów autora z tego okresu, jest ostry, pełen agresji wobec przeciwników. Autor określa ich za pomocą licznych neologizmów. D'Annuzio przywołuje i parafrazuje teksty biblijne oraz tworzy nawiązania do historii i kultury Włoch. Używa gier słownych, archaizmów i dialektalizmów.
Czynniki rządowe po wydrukowaniu Listu i innych wystąpień, w obawie przed protestami albo rozruchami, wielokrotnie zabraniały autorowi publikowania tekstów. Orlando uniemożliwił mu wygłoszenie przemówienia podczas obchodów rocznicowych przystąpienia Włoch do wojny (24 maja 1919).

## Tłumaczenie polskie
List do Dalmatów nigdy nie ukazał się w całości po polsku. Obszerne jego fragmenty przetłumaczyła i opublikowała Joanna Sondel-Cedarmas w Politeji w 2007.